# (3104) Dürer
(3104) Dürer (1982 BB1; 1955 XG1; 1980 VM2; 2019 FH5) ist ein ungefähr 17 Kilometer großer Asteroid des äußeren Hauptgürtels, der am 24. Januar 1982 vom US-amerikanischen Astronomen Edward L. G. Bowell am Lowell-Observatorium, Anderson Mesa Station (Anderson Mesa) in der Nähe von Flagstaff, Arizona (IAU-Code 688) entdeckt wurde.

## Benennung
(3104) Dürer wurde nach dem deutschen Maler, Grafiker, Mathematiker Holzschneider, Zeichner, Kupferstecher und Kunsttheoretiker Albrecht Dürer (1471–1528) benannt. Der Name wurde vom Entdecker Edward L. G. Bowell nach einer Empfehlung von G. Reaves vorgeschlagen.